# Lubiewo (stacja kolejowa)
Lubiewo – stacja kolejowa w Międzyzdrojach, w województwie zachodniopomorskim.

## Ruch pasażerski
| Rok  | Wymiana pasażerska na dobę |
| ---- | -------------------------- |
| 2017 | 0-9                        |
| 2022 | 0-9                        |